# Дуб Пугачова

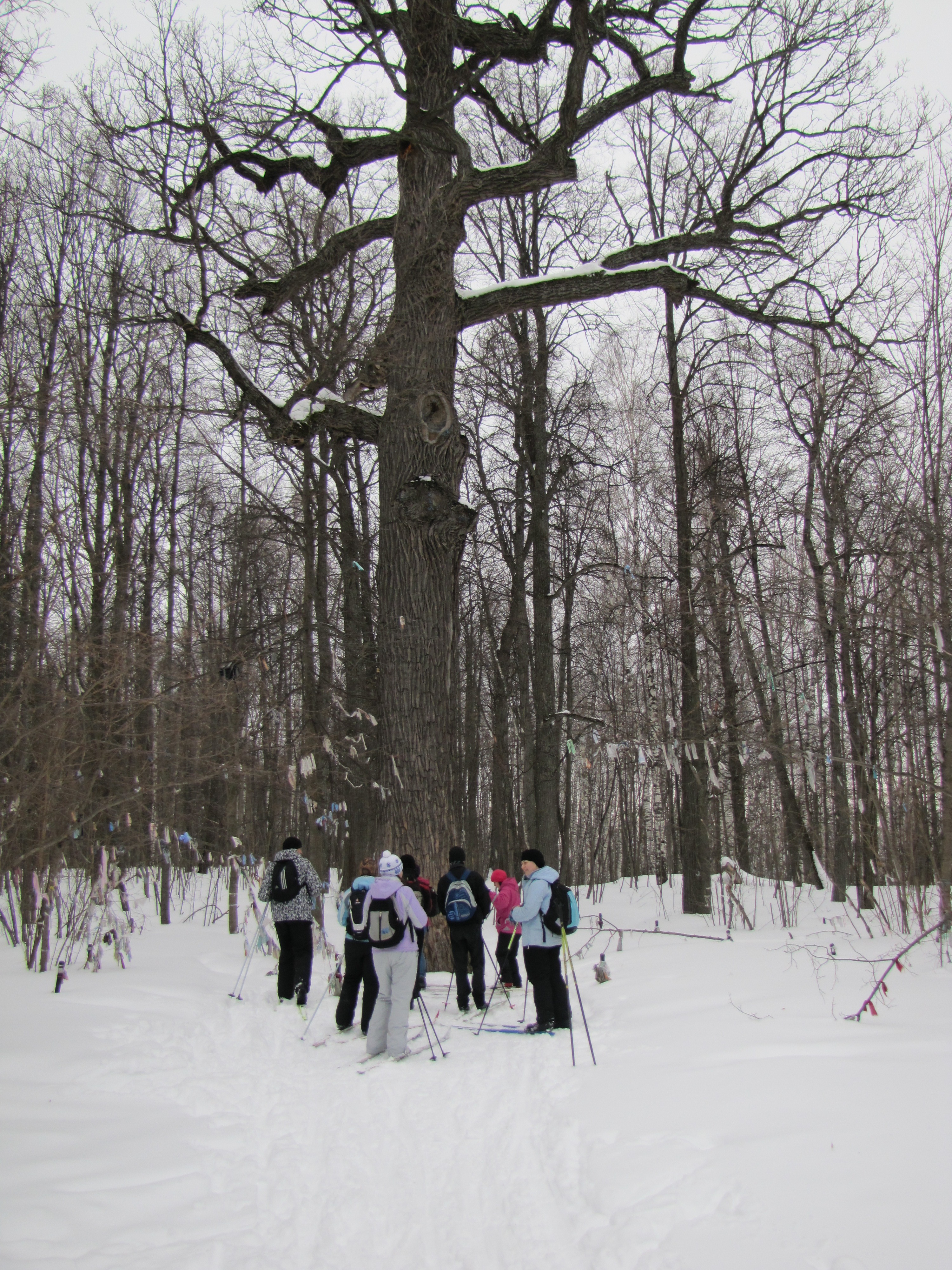
Дуб Пугачова в оточенні туристів-лижників

Дуб Пугачова (лукомар. Пугачёв тумо) — великий екземпляр дуба, що росте на території масиву «Кленова Гора» національного парку Марій Чодра, Волзький район, Марій Ел, за 1 км на північний захід від озера Конан-Єр. У квітні 2013 року дереву присвоєний статус пам'ятки живої природи.

## Вік і біометрія
Висота дерева від поверхні землі становить 26 метрів, а діаметр стовбура — 1,59 м. Згідно з проведеними дослідженнями, з'ясовано, що дерево почало зростати приблизно в 1500 році (за іншими оцінками — в 1650). Дослідження, проведені в 2013 році, показали, що дерево почало зростати в 1600 році.

## Легенда
Згідно з легендою, після поразки під Казанню в 1774 році, Омелян Пугачов піднімався на крону дуба, звідки спостерігав палаючу Казань. Імовірно, якщо ці події відбувалися, то не могли бути пов'язані з цим деревом, оскільки в той час дуб не був видатним за своїм розміром. Імовірно, легенда могла мати відношення до іншого великого дуба, що ріс в околицях нинішнього дуба з приблизно 1400-х років до 1940-х, і спиляного після своєї загибелі у 1950-х.